# Walter Hampden
Walter Hampden, född 30 juni 1879 i Brooklyn, New York, död 11 juni 1955 i Los Angeles, Kalifornien, var en amerikansk skådespelare.
Hampden var främst teaterskådespelare, med bland annat femtiotalet roller på Broadway, men han medverkade även i ett mindre antal filmer och TV-produktioner.

## Filmografi, urval
- 1939 – Ringaren i Notre Dame
- 1940 – Allt detta och himlen därtill
- 1941 – De dog med stövlarna på
- 1944 – Mark Twains äventyr
- 1950 – Allt om Eva
- 1951 – Affären Cicero
- 1954 – Sabrina